# Mieloproliferativna novotvorba
Mieloproliferativne novotvorbe (MPN), s starejšim izrazom mieloproliferativne bolezni, so skupina bolezni, ki nastanejo zaradi motenj pri nastajanju celic v kostnem mozgu. Gre za klonske bolezni, ki izvirajo iz multipotentne matične celice, za katere je značilna čezmerna tvorba ene ali več celičnih vrst ob odsotnosti določenega znanega sprožilnega dejavnika. Vzrok nastanka pri veliki večini bolnikov ni poznan, je pa povezan z mutacijo nekaterih genov, ki so pomembni tudi v diagnostičnem postopku. Mieloproliferativne bolezni se ne podedujejo. Svetovna zdravstvena organizacija vse mieloproliferativne novotvorbe uvršča med krvne rakave bolezni, vendar nekateri bolniki nimajo večjih težav in potrebujejo le blažjo obliko zdravljenja. Obstaja več vrst mieloproliferativnih novotvorb; zdravljenje je med drugim odvisno od vrste bolezni. Med poglavitne zaplete spadajo krvavitve in trombotični dogodki.

## Vrste
Glede na razvrstitev Svetovne zdravstvene organizacije iz leta 2016 poznamo naslednje vrste mieloproliferativnih novotvorb:
- kronična mieloična levkemija  (KML)
- kronična nevtrofilna levkemija (KNL)
- prava policitemija (PP)
- primarna mielofibroza (PMF)
  - PMF v predfibrozni fazi
  - PMF v fibrozni fazi
- esencialna trombocitemija (ET)
- kronična eozinofilna levkemija (ki ni drugače opredeljena)
- MPN, nerazvrščena

## Vzroki in patofiziologija
Mieloproliferativna novotvorba vznikne iz predniške celice mieloične vrste v kostnem mozgu. V predniški celici pride do somatske mutacije, ki povzroči njeno nenormalno rast. Podobna skupina bolezni so limfoproliferativne bolezni (akutna limfoblastna levkemija, limfomi, kronična limfocitna levkemija, diseminirani plazmocitom), pri katerih pride do rakavega razrasta celic limfatične vrste. Kaže, da genetika odigra osrednjo vlogo v razvoju MPN, zlasti pri nastanku krvavitev ali trombotičnih zapletov.
Iz mieloičnih predniških celic nastajajo bele krvničke, rdeče krvničke in krvne ploščice. Pri MPN nastaja preveč določenih celic mieloične vrste, odvisno od vrste bolezni: pri kronični mieloični levkemiji so preveč namnoženi granulociti (vrsta belih krvničk), pri kronični nevtrofilni levkemiji nevtrofilci (vrsta belih krvničk), pri pravi policitemiji zlasti rdeče krvničke, pri primarni mielofibrozi nastajajo nenormalne matične celice v kostnem mozgu, ki se vnamejo in tvorijo  zabrazgotinjeno tkivo, pri esencialni trombocitopeniji nastajajo številne nenormalne krvne ploščice, pri kronični eozinofilni levkemiji pa eozinofilci (vrsta belih krvničk). Kadar gre za mieloproliferativno bolezen, ki je ni mogoče razvrstiti v nobeno omenjeno vrsto, gre za t. i. nerazvrščeno mieloproliferativno novotvorbo, pri kateri so lahko prisotne povečane koncentracije različnih celic mieloične vrste.

## Simptomi
Številni bolniki nimajo posebnih simptomov in pri njih bolezen naključno diagnosticirajo pri pregledu krvi zaradi drugih razlogov, na primer med rutinskimi pregledi. Ob napredovanju bolezni se lahko pojavi povečanje vranice oziroma splenomegalija, ki jo lahko bolnik občuti kot polnost, pritisk ali neprijetnost pod levimi rebri, kjer se vranica nahaja. Splenomegalija je skupen bolezenski znak različnih mieloproliferativnih novitvorb, vendar se redkeje pojavlja pri esencialni trombocitopeniji. Drugi znaki in simptomi se med različnimi vrstami mieloproliferativnih novotvorb razlikujejo.
Pri kronično mieloični levkemiji in kronični nevtrofilni levkemiji se lahko pojavijo na primer bolečine v kosteh, nočno potenje, izguba telesne teže, vročina, utrujenost, nagnjenost h krvavitvam in izguba teka.
Pri pravi policitemiji se lahko pojavljajo glavobol, težave z vidom (na primer dvojni vid), občutek polnosti v trebuhu, pordelost obraza, slabotnost, omotica, izguba telesne teže in srbenje ob izpostavljenosti kože topli oziroma vroči vodi.
Primarno mielofibrozo pogosto spremljajo utrujenost, nočno potenje, nizka vročina, hiter občutek sitosti, izguba telesne teže, občutek polnosti ali neprijetnosti v trebuhu, disurija, hematurija (kri v seču), krvavitve v prebavila ter bolečine v sklepih in kosteh.
Tudi pri esencialni trombocitemiji je nabor možnih simptomov širok, najpogosteje pa jo spremlja utrujenost. Lahko se pojavljajo krvavitve, na primer iz nosu, v ustih, prebavilih … Bolniki lahko opažajo modrice po telesu. Kri se lahko pojavi tudi v seču. 
Kronična eozinofilna levkemija se najpogosteje kaže z izpuščajem. Druga simptoma sta še blaga vročina in utrujenost. Simptomi so tudi odvisni od tega, kateri deli telesa so prizadeti z visokimi ravnmi eozinofilcev.